# Sajid Sajidov
Sajid Sajidov (n. 6 februarie 1980, Agvali⁠(d), RSFS Rusă, URSS) este un luptător ce a reprezentat Rusia, medaliat olimpic. A participat la o ediție a Jocurilor Olimpice (2004) în care a câștigat o medalie de bronz.

## Participări
Lista de mai jos prezintă principalele competiții la care a participat Sajid Sajidov de-a lungul carierei.
- wrestling at the 2004 Summer Olympics – men's freestyle 84 kg[*]